# Liste der Einträge im National Register of Historic Places im Coryell County
Die Liste der Registered Historic Places im Coryell County führt alle Bauwerke und historischen Stätten im texanischen Coryell County auf, die in das National Register of Historic Places aufgenommen wurden.

## Aktuelle Einträge
| Lfd. Nr. | Name im NRHP                                                   | Bild | Datum der Eintragung | Adresse/Lage                             | Ort           | NRHP-ID  | Beschreibung |
| -------- | -------------------------------------------------------------- | ---- | -------------------- | ---------------------------------------- | ------------- | -------- | ------------ |
| 1        | Copperas Cove Stagestop and Post Office                        |      | 26. Sep. 1979        | 1.6 mi. SW of Copperas Cove off U.S. 190 | Copperas Cove | 79002928 |              |
| 2        | Coryell County Courthouse                                      |      | 18. Aug. 1977        | Public Sq.                               | Gatesville    | 77001435 |              |
| 3        | Mother Neff State Park and F. A. S. 21-B (1) Historic District |      | 2. Okt. 1992         | Jct. of TX 236 and the Leon R.           | Moody         | 92001303 |              |